# Labienus
Labiénus est une série de bandes dessinées composée de deux tomes : Le prix de L'immortalité en 2004 et Sol invictus en 2006 publiés chez Theloma. Cette série a été réalisée par Thierry Lamy pour  le texte et Christian Léger pour les dessins. 
Cet ouvrage a pu être imprimé grâce au concours du Centre National du Livre et a été écrit pour l'association Arcantès.

## Albums
- 1. Le prix de l'immortalité, Theloma, 2004
- 2. Sol invictus, Theloma, 2006

## Synopsis
Rome, au IIIe siècle avant J.C. Labiénus est prêt à tout pour être un des fils de la divinité Mithra, dieu perse de la mort, des terres et du soleil ; pour cela il doit accomplir un rituel, guidé par Canidie. Une fois qu'il fait partie de cette communauté, il va tout faire pour devenir immortel.

## Étude du texte et images
Les couleurs sont très sombres, toujours dans le même ton ; il n'y a pas de forts contrastes, les contours noirs sont très dominants, ce qui rappelle les ténèbres. Certains endroits sont blancs : sont mis en relief les yeux, les dents, la lune, la fumée.
Les dessins sont abstraits, notamment par de gros coups de crayon. On distingue les Romains des barbares seulement grâce à leurs armures. Les Romains portent un casque alors que les barbares ont la tête découverte et sont presque nus.
Il y a un contraste très marqué entre le texte et les couleurs : le texte est sur fond blanc alors que les couleurs sont très sombres, ce qui met en avant le texte. Les dessins sont largement majoritaires : c'est une invitation à l'interprétation du lecteur.
La violence est omniprésente avec les armes, le sang, l'armée.

## Personnages principaux
- Labiénus[5] : Personnage principal de l'histoire ; c'est un soldat qui est initié au mystère de Mithra et qui n'hésite pas à utiliser la violence. Il a délaissé sa famille pour devenir le héros de cette secte. Son but est de devenir immortel.
- Selouros : Chien sacrifié par Labiénus pour rentrer dans la secte.
- Canidie[5] : Doyenne de la secte qui pratique la nécromancie, science occulte qui vise à prédire l'avenir en communiquant avec les morts. Elle incite Labiénus à commettre des actions barbares pour prouver sa fidelité.
- Hostilius : Il initie Labiénus au principe de Mithra.
- Mithra : Dieu perse du Soleil, de la Terre et des Morts.C'est en son honneur que Labiénus commet des actes horribles.
- Tiro : Esclave de Labiénus, c'est le premier à se rendre compte du changement de comportement de son maitre.
- Clélie : Femme de Labiénus ; elle s'occupe de leur enfant tout juste venu au monde.